# 암흑성운 (소설)

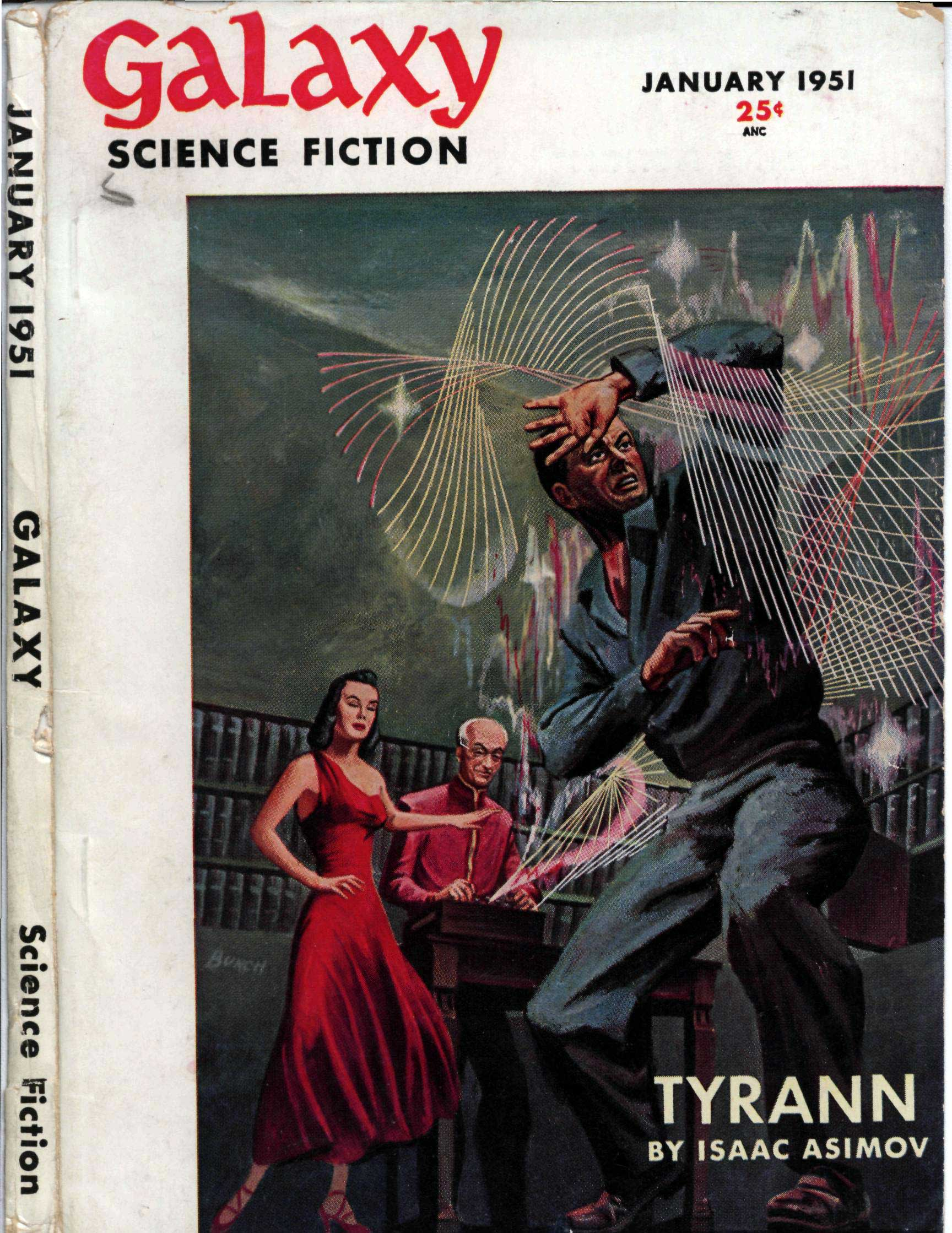

암흑성운(The Stars, Like Dust)은 아이작 아시모프가 1951년 발표한 과학소설이다. 은하 제국 시리즈에 속해 있으며, 파운데이션 시리즈에서 말하는 은하 제국의 성립 이전의 말머리 성운에서 일어난 혁명을 그린 이야기.

## 줄거리
주인공인 비론 파릴(Biron Farrill)은 네페로스 행성의 지도자의 아들로서 지구의 대학에 유학을 왔다. 어느날 동급생 샌더 존티어(Sander Jonti)는 네페로스 행성이 속한 말머리 성운을 지배하는 타이란 제국에 의해 비론의 아버지가 체포를 당했다고 말하며 다른 별인 로디아(Rhodia)로 도망치기를 권한다. 그곳에 가서도 어려움을 겪다가 총독의 딸인 아르타(Artemisia) 그녀의 삼촌 질브레트(Gillbret)와 함께 우주선을 탈취해고 린겐(Lingane)별을 찾아간다. 거기서 아우타치(Autarch)(=샌더 존티어)의 정체를 알게되고 질브레트(Gillbret)가 말하는 숨겨진 혁명세력을 찾으러 같이 말머리 성운 안을 탐험하러 간다. 그곳의 한 행성에서 아우타치는 자신이 밀고자임을 말하며 비론을 죽이려고한다. 그러나 그가 배신자임을 알게 된 측근에 의해 아우타치는 죽게되고 일행은 타이란 제국측에 체포된다. 질브레트는 결국 숨겨진 혁명 세력이란 자신의 공상임을 밝히고 처형 직전에 사면을 받아 일행은 목숨을 건지게된다.
그러나 혁명세력은 존재하였고 중심은 바로 로디아(Rhodia)였다고 로디아의 힌리크 총독이 밝히며 마지막에 이상적인 정치를 위한 고대문서로 '미국 헌법'이 언급한다.

## 기타
과거 어린이 문고용으로 번역된 암흑성운 책을 직지 프로젝트의 결과물로 인터넷에서 찾아볼 수 있다.